# Tîșivnîțea, Skole
Tîșivnîțea (în ucraineană Тишівниця) este un sat în comuna Nîjnie Sînovîdne din raionul Skole, regiunea Liov, Ucraina.

## Demografie
Componența lingvistică a localității Tîșivnîțea
     Ucraineană (99,13%)
     Alte limbi (0,87%)
Conform recensământului din 2001, majoritatea populației localității Tîșivnîțea era vorbitoare de ucraineană (99,13%), existând în minoritate și vorbitori de alte limbi.